# ムービートーン
- ムーヴィートーン

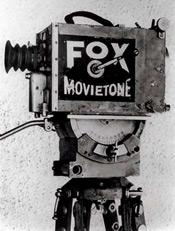
フォックス・フィルムのムービートーン・カメラ

ムービートーン（Movietone）とは、フィルム映像と録音された音を同期させるためのサウンド・システムのこと。セオドア・ケースが助手のアール・I・スポナブルと開発し、フォックス・フィルム・コーポレーションのウィリアム・フォックスが商用利用した。リー・ド・フォレストのフォノフィルム、ワーナー・ブラザースのヴァイタフォン、RCAフォトフォンとともに1920年代にアメリカ合衆国で開発された4つのトーキー・サウンド・システムのひとつ。
可変濃度型のサウンドトラック帯を映像フィルムの上に焼き付け、初期のバージョンは8500Hzの周波数応答が可能だった。今日のサウンドフィルムは可変面積型のサウンドトラックを使っているが、アナログ方式の映写機であれば、そのままムービートーンのフィルムを映写することができる（ただし映写機のサウンドユニットに赤色LEDやレーザーライトが使われていた場合、再生された音質は大幅に低下する）。

## 歴史

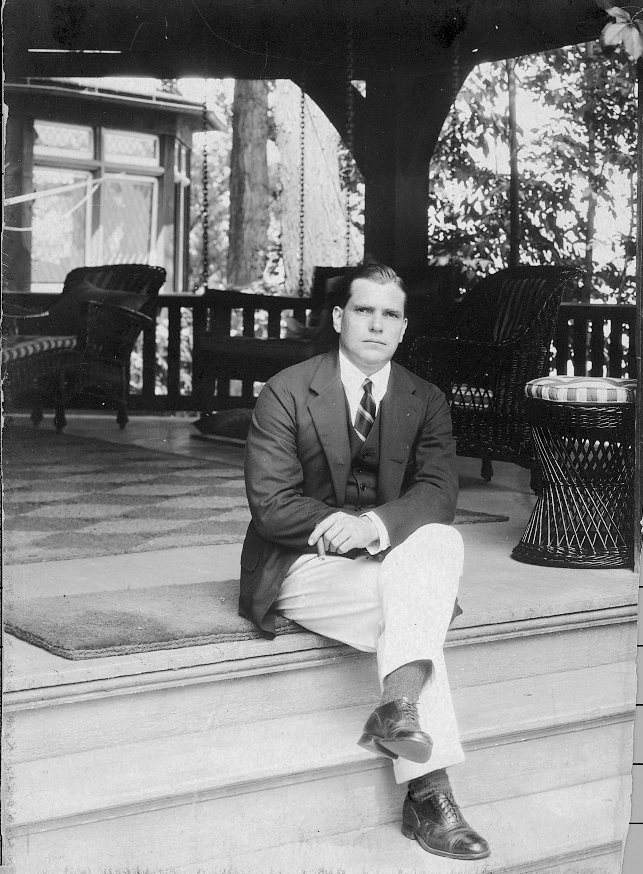
セオドア・ケース

セオドア・ケース（1888年 - 1944年）が音を光に変えることに興味を持ったのはイェール大学在学中のことだった。1916年、出身地であるニューヨーク州オーバーンにケース研究所（Case Research Lab）を設立し、その研究に打ち込む。そこでケースが発明した、硫化タリウム(I)を用いた光検出器のタロファイド・セルはアメリカ海軍に採用され、第一次世界大戦中と大戦後に赤外線通信システムの一部として使われた。
1922年、ケースと助手のアール・I・スポナブル（1895年 - 1977年）は「発声映画」に関心を持つ。そんな折、リー・ド・フォレストがケースに接近。ド・フォレストは1919年にフォノフィルムというトーキー・システムを開発していたが、成功には程遠く、協力を求めてきたのである。ケースとデ・フォレストは共同でフォノフィルム・システムの改良に励む。ケースは、タロファイド・セルとAeo-light（オーディオ信号によって簡単に変調でき、サウンドカメラにサウンドトラックを露光するのに使える光源）で大きな貢献をする。しかし、1925年にド・フォレストと袂を分かつ。以後、ケースとスポナブルは独自でシステムの開発を続ける。
スポナブルは1924年から映像と音を同一のネガに記録するシングル・システムのカメラの開発に取り組む。自分で作った設計図をムービーカメラの大手、ベル&ハウエル社に持ち込み、改造してもらうが、結果は満足のいくものではなかった。次にシラキュースのウォール・マシン・ショップで改造してもらうと、問題点は大幅に改善された。店はウォール・カメラ・コーポレーションに名前を変え、シングル・システムの35mmカメラ、さらにフィルムを3つ使うシネラマ・カメラを製造した。当初はベル&ハウエルの Design 2709を改造していたが、自社の設計・製造に変わった。なお、シングル・システム・カメラはミッチェル社でも作られ、第2次世界大戦中、アメリカ陸軍通信隊に使用された。
シングル・システムは35mmフィルムにサウンドトラックを焼き付けるため、画面が削られ、画面アスペクト比はおおよそ1.19:1になった。これは俗に「ムービートーン比」と言われ、1920年代後半から1932年（この年、映画芸術科学アカデミーが「アカデミー比」（1.375:1）を標準と定める）まで、ハリウッドとヨーロッパの撮影所（サウンド・オン・ディスクを採択しているところは除く）で広く使われた。
一方、ケースは映写機の音声再生ヘッドの位置を修正した。フォノフィルムでは映像再生ヘッドの上にあったものを、現在のように下に移動させた。さらに、コマ数もウェスタン・エレクトリックのヴァイタフォンが使っていた24コマ/秒にした。これ以来、24コマ/秒はサウンド・フィルムの標準となって現在でもなお使われている。
1926年7月、フォックス・フィルム・コーポレーションのウィリアム・フォックスが特許を含むムービートーンのシステム全体を買収すると、ムービートーンの商用利用が始まった。フォックス・ムービートーンを使った最初の長編映画はF・W・ムルナウ監督の『サンライズ』（1927年）で、映画についていた音は音楽と効果音だけだった。シングル・システムで持ち運びが簡単なことから、フォックス社の長編トーキーはムービートーン・システムで撮影された。しかし1931年に、エドワード・C・ウェンテが発明したライトバルブを使ったウェスタン・エレクトリックのレコーディング・システムが出ると、その地位を取って代わられた。

## 開発者たちのその後
アール・I・スポナブルは1926年にケース研究所からフォックス・フィルム・コーポレーションに引き抜かれ、ニューヨーク市のムービートーン・スタジオで働いた1953年にはシネマスコープの製作・開発・技術に貢献したことでアカデミー科学技術賞を受賞する。他にも、スクリーンの後ろにスピーカーを設置して音の迫力を増す有孔スクリーンも彼の発明である。また、米国映画テレビ技術者協会の役員も務め、『The SMPE Journal 』1947年春季号ではサウンドフィルムの歴史について寄稿している。
セオドア・ケースは、自宅と研究所を博物館に変えた後、1944年に亡くなった。博物館は「カユーガ歴史芸術博物館」という名前で残っており、建物はアメリカ合衆国国家歴史登録財に登録されている。（Dr. Sylvester Willard Mansion参照）